# Gyula Illyés
Gyula Illyés (2. listopadu 1902 – 15. dubna 1983) byl maďarský básník, prozaik, dramatik, překladatel a redaktor. Představitel sociografického žánru v tzv. lidové próze. V poezii dominuje pocit úpadku, stáří, osamělosti. Významná je jeho monografie o Sándoru Petőfim.

## Biografie
V mládí se sblížil nejen s maďarským venkovem, ale i s levicovými hnutími studentů a mladých dělníků, po pádu republiky emigroval v roce 1921 do Paříže, kde se živil jako knihař a zároveň studoval na Sorbonně. Připojil se k meziválečné francouzské avantgardě. V roce 1926 se mohl vrátit zpět do vlasti. V legendárním literárním časopise Nyugat publikoval od roku 1927, od roku 1933 se stal jedním z vůdčích duchů hnutí tzv. „lidových“ spisovatelů. Když německá armáda obsadila Maďarsko, skrýval se na venkově i v Budapešti. Od jara roku 1945 se podílel na činnosti Národní rolnické strany. V padesátých letech se uchýlil do ústraní. Nejpůsobivější literární událostí října 1956 bylo zveřejnění jeho Jedné věty o tyranii. Na počátku Kádárovy éry na něj komunistické vedení hledělo jako na nepřítele, ale v šedesátých letech se pomalu vrátil do kulturního života. Jeho práce vycházely pravidelně od roku 1961 a v roce 1969 byla zahájena edice životního díla Gyuly Illyése, ve které vyšlo od roku 1986 dvaadvacet svazků.

### Dílo
česky
- Petőfi (1953)
- Lidé z pusty (1957)
- Jilm a vítr (1965)
- Na Cháronově člunu aneb Známky stárnutí (1972)
- Princ z dřevěného hradu – pohádkový výbor (1980)
- Divotvorný vůl a jiné maďarské pohádky (2008)